# Tolla
Tolla là một xã trong vùng hành chính Corse, thuộc tỉnh Corse-du-Sud, quận Ajaccio (quận), tổng Bastelica. Tolla nằm trên độ cao trung bình là 715 mét trên mực nước biển, có điểm thấp nhất là 222 mét và điểm cao nhất là 1507 mét. Xã có diện tích 25,45 km², dân số vào thời điểm 1999 là 98 người; mật độ dân số là 3 người/km².

## Thông tin nhân khẩu
| 1962 | 1968 | 1975 | 1982 | 1990 | 1999 |
| ---- | ---- | ---- | ---- | ---- | ---- |
| 169  | 233  | 185  | 115  | 85   | 98   |